# Tinodes difficilis
Tinodes difficilis là một loài Trichoptera trong họ Psychomyiidae. Chúng phân bố ở miền Cổ bắc.